# Гринхаус, Линда
Линда Гринхаус (Linda Joyce Greenhouse; род. 9 января 1947, Нью-Йорк, Нью-Йорк) — американская журналистка.
Известна благодаря освещению на протяжении трёх десятилетий деятельности Верховного суда для New York Times (с 1978 года и до выхода в отставку в 2008 году), журналисткой которой состояла всего 40 лет, и пишет в неё поныне.
С 2009 года в Йельской школе права (как Knight Distinguished Journalist in Residence and Joseph Goldstein Lecturer in Law).
Член Американского философского общества (с 2001, вице-президент с 2012) и его президент с 2017 года, первая женщина в этом качестве.
Лауреат Пулитцеровской премии (1998).
Окончила Радклиффский колледж Гарварда (бакалавр magna cum laude, 1968), принималась в Phi Beta Kappa. По стипендии фонда Форда поступила в Йельскую школу права и получила там степень магистра юридических наук (1978).
Являлась членом Harvard Board of Overseers. Ныне числится в сенате Phi Beta Kappa и совете Американской академии искусств и наук. Почётный член Американского института права.
Сестра Кэрол (род. 1950) — также член Американского философского общества (с 2011). Линда и Кэрол стали первыми сёстрами, избранными членами общества.
Супруг Eugene R. Fidell (род. 1945) также лектор права Йеля. Дочь Hannah Fidell (род. 1985).

## Награды и отличия
- Пулитцеровская премия за специальный репортаж (1998)
- Carey McWilliams Award Американской ассоциации политологии (2002)
- Goldsmith Career Award for Excellence in Journalism, Школа им. Кеннеди Гарварда (2004)
- John Chancellor Award[англ.] (2004)
- Henry Allen Moe Prize Американского философского общества (2005)
- Radcliffe Institute[англ.] Medal (2006)[3]
- AALDEF[англ.] 2018 Justice in Action Award
- Henry Friendly Medal, Американский институт права

Удостоилась тринадцати почётных степеней.

## Публикации
- Becoming Justice Blackmun (2005)
- (with Reva B. Siegel[англ.]) Before Roe v. Wade: Voices That Shaped the Abortion Debate Before the Supreme Court’s Ruling (2010)
- The U.S. Supreme Court: A Very Short Introduction (Oxford University Press, 2012)
- (with Michael J. Graetz) The Burger Court and the Rise of the Judicial Right (2016)
- Just a Journalist (Harvard University Press, 2017)[4]